# 橘子醬男孩
《橘子醬男孩》（日语：ママレード・ボーイ）是日本漫畫家吉住涉創作的日本漫畫作品。於集英社少女漫畫雜誌《Ribon》1992年5月號至1995年10月號上連載。單行本全8卷。1994年改編為電視動畫，全76話。
2001年由台灣改編為全30集的真人電視劇；2018年由日本翻拍成真人電影。
2013年以原作內容的13年後作為故事舞台，光希及遊的他們父母所生的新弟妹為主角的續篇《橘子醬男孩little》在集英社月刊漫畫雜誌《Cocohana》2013年5月號至2018年11月號上連載。單行本全7卷。

## 內容簡介
光希是個活潑開朗又可愛的高2女生，過著平凡單純的生活。然而某天爸媽卻突然告訴她－「我們要離婚了！」原因是他們同時和另一對夫妻談戀愛了，更離譜的是，兩家竟然要同住一個屋簷下！天啊！事情真是越變越複雜了…
另一對夫妻有個和光希同年齡的兒子－遊，是個又酷又帥、智商200再加上運動萬能的超完美男孩。他的出現讓光希原本平靜的生活，起了很大的變化：光希先是被同學銀太強吻、又被遊的前女友亞梨實搞得哭笑不得…更令人震驚的是，光希竟然喜歡上遊了！啊～怎麼會這樣！？

## 登場角色
小石川光希（聲：國府田麻理子）
高二的學生，個性活潑開朗，網球部成員。曾反對雙親交換配偶。與遊成為情侶。最後在橘子醬男孩little中與遊正式結婚。
3月28日出生的白羊座，A型。
松浦遊（聲：置鮎龍太郎）
光希的同學和“同居者”，外型酷帥、擁有智商200、運動萬能的超完美男孩，但也是愛戲弄人。喜歡建築學，動畫後期到紐約留學。與光希成為情侶。最後在橘子醬男孩little中與光希正式結婚。
6月3日出生的雙子座，B型。
須王銀太（聲：金丸淳一）
光希的同學，網球部成員。光希國一時曾向銀太告白，但因為一些誤會，光希以為銀太不喜歡她，後得以澄清。後來和亞梨實交往。最後在橘子醬男孩little中和亞梨實已結婚。
4月10日出生的白羊座，O型。
秋月茗子（聲：山崎和佳奈）
光希的同學和好友，富有家庭的大小姐，更是個文藝美少女。曾獲得“朝日文學獎”，成為一名高中生作家。她總是默默傾聽光希的煩惱，卻很少提起自己的私事。和班主任名村發展一段師生戀，並在高中畢業後結婚。並且是被三輪所追求著。動畫中，她在名村回廣島時與三輪交往了一段時間。最後在橘子醬男孩little中與班主任名村育有一子。
10月28日出生的天蠍座，A型。
鈴木亞梨實（聲：久川綾）
榊學園的學生，田徑部成員。曾經向遊表白後被拒絕，但仍喜歡遊，並向遊提出三個月期間限定交往的請求，但期限結束後被拒絕而分手，後來重遇後想再和他交往，但最終還是被拒絕收場。之後和銀太交往。最後在橘子醬男孩little中和銀太已結婚。
獅子座O型。
六反田務（聲：田中一成）
榊學園的學生，銀太的表兄弟，單戀亞梨實，並曾經與遊比賽網球，非常反對銀太與亞梨實交往。動畫後期他與一個叫彌生的女孩成為情侶。
巨蟹座B型。
三輪悟史（聲：太田真一郎）
學生會會長，外表好像很輕浮，但也有認真的一面。他喜歡茗子，但茗子不太理他。學校裡曾經有謠言說他和遊是同性戀關係。父親三輪由充是有名的建築設計師。
射手座AB型。
佐久間鈴（聲：丹下櫻）
知名的美少女模特兒，初中生，為悟史的表妹，個性有些任性，非常崇拜遊。後來喜歡上螢，在一番猛追後與他成為情侶。最後在橘子醬男孩little中與螢正式結婚。
天秤座B型。
土屋螢（聲：石田彰）
光希在冰淇淋店打工時認識的朋友。比光希小一歲。音樂天才，擅長鋼琴，是日本最年輕的音樂比賽優勝者，但因鋼琴比賽的問題而休學，後來復學。喜歡光希。但最後和鈴成為情侶。動畫後期與光希交往了一段時間。最後在橘子醬男孩little中與鈴正式結婚。
水瓶座AB型。
小石川仁（聲：田中秀幸）
光希的父親，在銀行上班，是一個性格有點脫線、疼愛光希的父親。
松浦（小石川）留美（聲：川浪葉子）
光希的母親，與遊的父親再婚，不擅長作家事和煮菜。職業是化妝品專櫃小姐。舊姓兒島。
松浦要士（聲：島田敏）
遊的父親，在外商公司上班。是一個心思細膩，溫和穩重的人。
小石川（松浦）千彌子（聲：江森浩子）
遊的母親，與光希的父親再婚，性格溫柔。原作中職業為洋酒公司的專櫃小姐。舊姓並木。
名村慎一（聲：古谷徹）
為光希和遊的班主任，亦是茗子的戀人→丈夫。學生們都稱呼他叫「小名」，是個很受學生歡迎的老師。因為與茗子的戀情被曝光而辭職。其家人在廣島經營不動產。
雙魚座A型。
三輪由充（聲：戶谷公次）
悟史的父親，是一個知名的建築設計師，曾經追求過遊的母親。曾被遊誤認為是親生父親。

### 僅在原作中登場
並木英策
千彌子的弟弟。在國中時父母雙亡，被遊的外公收養。後來在十八前到德國留學，並在當地結婚生下雙胞胎女兒。曾被遊誤認為是親生父親。
並木真穗·真優
英策的三歲雙胞胎女兒，為日德混血兒。因父母唸語言學系的關係而同時會說日語和德語。在暫時住在小石川·松浦家的期間常將光希和遊弄的團團轉。
高山佐保
遊在京都大學的同學。曾向遊示愛被拒絕。

### 動畫原創角色
桃井亮子（聲：浦和惠）
在名村離職後擔任光希和遊的班主任，大學畢業後回母校擔任老師。喜歡名村。
木島拓路（聲：山口健）
遊的字節處的舊衣店的店長。特徵是到肩膀伸展了的頭髮和太陽鏡。
高瀨彌生（聲：井上美紀）
六反田的女朋友。
北原杏樹（聲：井上喜久子）
遊的青梅竹馬，體弱多病的美少女。喜歡遊。在美國與遊碰面後結識威路成為性格相投的朋友，也時常接受威路的約會。
米高·葛蘭特（Michael Grant，聲：綠川光）
來自於紐約的交換學生，在日本留學期間寄住在光希和遊的家中。比光希小一歲，被光希視作“弟弟”。是個極為熱愛日本文化的美國男子。喜歡光希，因此與土屋螢成為情敵。
拜恩·葛蘭特（Brian Grant，聲：森川智之）
遊在紐約留學時的朋友，米高的哥哥。脾氣暴躁的籃球隊男子。因喜歡珍妮而展開強迫式猛追，但反而讓珍妮厭煩。
威廉·馬素（William Matheson，聲：檜山修之）
遊在紐約留學時的室友。簡稱“威路（Will）”。外表優柔寡斷，但實際性格堅強風趣，直覺性強，看人心事也很敏銳，非常有男子氣概。因想認識珍妮而結識拜恩，反被珍妮誤認為同性戀，於是他乾脆以"同性戀的身份"來結識珍妮，把其當作朋友。最後與珍妮成為情侶。
杜麗絲·歐康那（Doris O'Conner，聲：新山志保）
遊在紐約留學時的朋友。個性沉穩有智慧，是在這幫朋友當中扮演中立商討的對象。喜歡粗線條的拜恩。
珍妮·格魯丁（Jinny Golding，聲：小山裕香）
遊在紐約留學時的朋友。性格積極的美女。因對遊一見鍾情而展開積極的猛追。因為她的一個無惡意的“玩笑”，令遊和光希分手。被遊拒絕後，與威路成為情侶。

## 出版書籍
單行本
| 卷數 | 集英社         | 集英社             | 尖端出版社    | 尖端出版社           |
| 卷數 | 發售日期       | ISBN               | 發售日期      | EAN                  |
| ---- | -------------- | ------------------ | ------------- | -------------------- |
| 1    | 1992年12月8日  | ISBN 4-08-853641-X | 2005年4月20日 | EAN 471-0614-37425-6 |
| 2    | 1993年6月15日  | ISBN 4-08-853668-1 | 2005年4月20日 | EAN 471-0614-37426-3 |
| 3    | 1993年10月15日 | ISBN 4-08-853692-4 | 2005年5月20日 | EAN 471-0614-37427-0 |
| 4    | 1994年4月15日  | ISBN 4-08-853726-2 | 2005年6月18日 | EAN 471-0614-37428-7 |
| 5    | 1994年9月14日  | ISBN 4-08-853752-1 | 2005年7月15日 | EAN 471-0614-37429-4 |
| 6    | 1995年2月15日  | ISBN 4-08-853780-7 | 2005年8月25日 | EAN 471-0614-37430-0 |
| 7    | 1995年8月8日   | ISBN 4-08-853809-9 | 2005年9月25日 | EAN 471-0614-37431-7 |
| 8    | 1996年2月15日  | ISBN 4-08-853839-0 | 2005年9月25日 | EAN 471-0614-37432-4 |

完全版
| 卷數 | 集英社        | 集英社             |
| 卷數 | 發售日期      | ISBN               |
| ---- | ------------- | ------------------ |
| 1    | 2004年3月15日 | ISBN 4-08-855107-9 |
| 2    | 2004年4月15日 | ISBN 4-08-855108-7 |
| 3    | 2004年5月14日 | ISBN 4-08-855109-5 |
| 4    | 2004年6月15日 | ISBN 4-08-855110-9 |
| 5    | 2004年7月15日 | ISBN 4-08-855111-7 |
| 6    | 2004年8月11日 | ISBN 4-08-855112-5 |

文庫版
| 卷數 | 集英社        | 集英社                 |
| 卷數 | 發售日期      | ISBN                   |
| ---- | ------------- | ---------------------- |
| 1    | 2008年5月16日 | ISBN 978-4-08-618731-2 |
| 2    | 2008年5月16日 | ISBN 978-4-08-618732-9 |
| 3    | 2008年7月18日 | ISBN 978-4-08-618733-6 |
| 4    | 2008年7月18日 | ISBN 978-4-08-618734-3 |
| 5    | 2008年8月8日  | ISBN 978-4-08-618735-0 |

### 其他書籍
小說
- 著者：影山由美（Cobalt文庫）全10卷

| 卷數 | 集英社     | 集英社             |
| 卷數 | 發售日期   | ISBN               |
| ---- | ---------- | ------------------ |
| 1    | 1994年7月  | ISBN 4-08-611872-6 |
| 2    | 1994年9月  | ISBN 4-08-611893-9 |
| 3    | 1994年11月 | ISBN 4-08-614013-6 |
| 4    | 1994年12月 | ISBN 4-08-614033-0 |
| 5    | 1995年3月  | ISBN 4-08-614056-X |
| 6    | 1995年4月  | ISBN 4-08-614073-X |
| 7    | 1995年7月  | ISBN 4-08-614105-1 |
| 8    | 1995年10月 | ISBN 4-08-614124-8 |
| 9    | 1995年12月 | ISBN 4-08-614156-6 |
| 10   | 1996年3月  | ISBN 4-08-614176-0 |

電影小說
- 著者：きりしま志帆（Orange文庫）

| 卷數 | 集英社        | 集英社                 |
| 卷數 | 發售日期      | ISBN                   |
| ---- | ------------- | ---------------------- |
| 全   | 2018年3月20日 | ISBN 978-4-08-680186-7 |

- 著者：はのまきみ / 腳本：浅野 妙子（未來文庫）

| 卷數 | 集英社        | 集英社                 |
| 卷數 | 發售日期      | ISBN                   |
| ---- | ------------- | ---------------------- |
| 全   | 2018年3月23日 | ISBN 978-4-08-321428-8 |

畫集
- 橘子醬男孩 吉住渉插畫集（ママレード・ボーイ 吉住渉イラスト集）

1995年1月發售、ISBN 4-08-855091-9

## 電視動畫
Marmalade Boy是1994年3月13日到1995年9月3日，日本朝日系電視台每星期日早上8：30放映的電視動畫，全76話。另外還有一個特別版和電影版。是將吉住涉的漫畫作品《橘子醬男孩》改編成動畫。
朝日電視台每星期日早上8時30分的動畫時段從本作開始的每一部都是以女子為取向，以後該時段的知名動畫流星花園（1996-1997年）、夢之蠟筆王國（1997-1999年）、小魔女DoReMi（1999-2003年）、光之美少女系列（2004年至今）都是以女子為主要觀眾群，並成為朝日電視台重要節目的一部分。

### 製作人員
- 原作 - 吉住渉
- 製作人 - 藤田高一郎（朝日放送）、亀山泰夫（ASATSU）、関弘美（東映動画）
- 系列監督 - 矢部秋則
- 系列構成 - 松井亜弥
- 人物設計 - 馬越嘉彦、吉住渉（非作者）
- 音樂 - 奥慶一
- 美術設計 - 千田国広
- 美術 - 伊藤岩光、下川忠海、井出智子、襟立智子、千田国広、石渡俊和、塩崎広光
- 仕上 - Peacock
- 色彩指定 - 坂本陽子、衣笠一雄
- 仕上検査 - 五木田幸子、Fatima Annyon Nuevo、Marijung Lissen、堀内由美、Janet Therones、Jun Ivangelista、Betsy Malikdan、Sandy Palma、Margarita Suaris、多賀鉄男、大堀陽子
- 特殊效果 - 中島正之、Larry Baskag、Larry Brahino
- 攝影 - 木村明美、峯岸智子、Joy Montes、鳥越一志、小谷野武
- 編輯 - 花井正明
- 錄音 - 川崎公敬
- 效果 - 石野貴久
- 選曲 - 茅原万起子
- 紀錄 - 伊藤好子
- 演助進行 - 岩井隆央、田中浩司、雄谷将仁、柳義明
- 演出助手 - 雄谷将仁、岩井隆央、田中浩司、柳義明、渡辺正彦、志村錠児、渡辺健一郎、清水潔一
- 製作進行 - 吉村美雪、広瀬公一、川西泰三、片貝稔、鈴木康一、柳義明
- 製作擔當 - 藤本芳弘→風間厚徳
- 美術進行 - 田村晴夫
- 仕上進行 - 森田哲庸
- 錄音工作室 - TAVAC
- 現像 - 東映化学
- 製作 - 朝日放送、ASATSU、東映（東映動画）

### 主題曲
片頭曲
作詞 - 柚木美祐 / 作曲・編曲・歌 - 濱田理恵
片尾曲
（第1話 - 第31話）
作詞 - 柚木美祐 / 作曲 - 池毅 / 編曲 - 戸塚修 / 歌 - 藤原美穂
（第31話～第53話）
作詞 - 里乃塚玲央 / 作曲 - TSUKASA / 編曲 - 関根安里 / 歌 - 水島康宏
（第54話～第76話）
作詞 - 柚木美祐 / 作曲 - 阿部真 / 編曲 - 山川恵津子 / 歌 - 市川楊子

## 電視劇
台灣華視於2001年12月19日播出《橘子醬男孩》真人版電視劇，多曼尼製作有限公司製作，由朱孝天和黃湘怡分別擔任男女主角，華視播出時間為週一至週四晚間九點至九點半，全劇共30集。

### 演出
- 松浦遊：朱孝天 飾
- 小石川光希：黃湘怡 飾
- 須王銀太：高浩鈞 飾
- 秋月茗子：林立雯 飾
- 鈴木亞梨實：林利霏 飾
- 小石川仁：曾國城 飾
- 小石川留美：郭靜純 飾
- 松浦要士：湯志偉 飾
- 松浦千彌子：倪淑君 飾
- 小名老師：吳中天 飾
- 六反田務：郭世倫 飾
- 三輪悟史：陳騰龍 飾
- 三輪由充：伊正 飾

客串演出
- 張信哲（音樂老師）
- 安以軒（遊交往的對象）
- 苗子傑
- 郭定文（光希交往的對象）

### 製作群
- 原著著作：吉住涉「橘子醬男孩」
- 片頭設計：柯欽政
- 監製：李泰臨
- 製作人：柴智屏、柯宜勤
- 編審：楊士藩
- 編劇：曹如萍、方懿德
- 導演：柯欽政、楊冠玉、張哲書
- 製作協力：株式會社集英社、大然文化
- 製作公司：多曼尼製作有限公司
- 拍攝地點：淡江大學

- 策劃：陽佳玉
- 副導：陳碧真
- 場記：吳華強
- 執行製作：柯慈輝、羅世軒
- 專案協調：Chantel Chen、郭佳綺
- 宣傳：劉玲華、呂映櫃
- 道具：曾銘雄
- 道具助理：吳俊吉
- 攝影：黃仁宏
- 攝影助理：范翔眾
- 收音師：陳維良
- 燈光：馬世華
- 燈光助理：莊勝欽
- 剪輯：鄭雅
- 後製作：張玉玫
- 後製助理：蔡昕伶
- 音效：張明嘉
- 造型：蔡妮書
- 梳妝：蔡妮書、林靜宜、周代霖

### 電視劇歌曲
- 主題曲：〈溫室的花〉作詞、作曲、主唱：黃湘怡
- 片頭曲：〈我好想〉作詞：李焯雄，作曲：薛忠銘，主唱：張信哲
- 片尾曲：〈Make A Wish〉作詞：李焯雄，作曲：薛忠銘，主唱：周渝民

### 播放電視台
| 台灣 華視 每週一至週四 21:00 - 21:30 12月19日至1月7日、2月4日至2月28日 21:00 - 21:30 1月8日至1月9日 因八點檔煙雨江南延後至 21:30 - 22:00 1月15日至1月16日 21:35 - 22:05 1月28日至1月31日 21:05 - 21:35 | 台灣 華視 每週一至週四 21:00 - 21:30 12月19日至1月7日、2月4日至2月28日 21:00 - 21:30 1月8日至1月9日 因八點檔煙雨江南延後至 21:30 - 22:00 1月15日至1月16日 21:35 - 22:05 1月28日至1月31日 21:05 - 21:35 | 台灣 華視 每週一至週四 21:00 - 21:30 12月19日至1月7日、2月4日至2月28日 21:00 - 21:30 1月8日至1月9日 因八點檔煙雨江南延後至 21:30 - 22:00 1月15日至1月16日 21:35 - 22:05 1月28日至1月31日 21:05 - 21:35 |
| --- | --- | --- |
| | 比比火偶像劇場－橘子醬男孩 （2001年12月19日－2002年2月28日） | |
| 週二浪漫夜（21:15 - 22:15） （2001年11月20日－2001年12月18日） | 好小子！哈利 （2002年3月4日－2002年3月14日） | |

## 電影
2018年廣木隆一執導的日本電影。由日本華納兄弟製作發行。

### 演出
- 小石川光希：櫻井日奈子
- 松浦遊：吉澤亮
- 須王銀太：佐藤大樹
- 小石川仁：筒井道隆（日语：筒井道隆）
- 松浦要士：谷原章介
- 小石川留美：檀麗
- 松浦千彌子：中山美穗
- 秋月茗子：優希美青
- 三輪悟史：藤原季節（日语：藤原季節）
- 遠藤香奈：榎木紗理奈（日语：えのきさりな）
- 鈴木亞梨實：遠藤新菜（日语：遠藤新菜）
- 名村慎一：竹財輝之助
- 三輪由充：寺脇康文

### 製作群
- 原著著作：吉住涉「橘子醬男孩」
- 編劇：淺野妙子
- 導演：廣木隆一
- 音樂：世武裕子（日语：世武裕子）
- 主題曲：GReeeeN「戀」（環球音樂）
- 執行製作人：小岩井宏悦（日语：小岩井宏悦）、伊藤響
- 製作人：松橋真三（日语：松橋真三）、北島直明、里吉優也
- 製片公司：電影「橘子醬男孩」製作委員會、Plus D（日语：プラスディー）

## 外部連結
- 橘子醬男孩介紹 （日語）
- 橘子醬男孩—動畫介紹 （页面存档备份，存于） （中文）
- 華視—橘子醬男孩 （中文）